# Кучраб
Кучраб — село в Чародинском районе Дагестана. Входит в состав  Магарского сельского поселения.

## География
Расположено на р. Каралазулор (бассейн р. Каракойсу).
Находится в 17 км к юго-востоку от с. Цуриб.

## Население
| 1869 | 1888 | 1895 | 1926 | 1939 | 1970 | 1989 |
| ---- | ---- | ---- | ---- | ---- | ---- | ---- |
| 298  | ↘296 | ↗313 | ↘292 | ↗319 | ↘167 | ↘71  |
| 2002 | 2010 | 2021 |      |      |      |      |
| ↘62  | ↘44  | ↗118 |      |      |      |      |